# Lucie Louette
Lucie Louette (Amiens, 15 de febrero de 1985) es una deportista francesa que compite en judo. Ganó cuatro medallas en el Campeonato Europeo de Judo entre los años 2010 y 2014.

## Palmarés internacional
| Campeonato Europeo | Campeonato Europeo    | Campeonato Europeo | Campeonato Europeo |
| Año                | Lugar                 | Medalla            | Categoría          |
| ------------------ | --------------------- | ------------------ | ------------------ |
| 2010               | Viena (Austria)       | Medalla de bronce  | –78 kg             |
| 2011               | Estambul (Turquía)    | Medalla de plata   | –78 kg             |
| 2013               | Budapest (Hungría)    | Medalla de oro     | –78 kg             |
| 2014               | Montpellier (Francia) | Medalla de bronce  | –78 kg             |